# علوفه کهنه
علوفه کهنه (به انگلیسی: Antic Hay) دومین رمان طنز نویسنده بریتانیایی، آلدوس هاکسلی است که توسط انتشارات چاتو و ویندوس در سال ۱۹۲۳ در انگلستان و شرکت جرج اچ. دوران در ایالات متحده آمریکا منتشر شد.
این رمان زندگی گروه‌های مختلف شخصیت‌ها را در محافل بوهمین، هنری و روشنفکر را در پرتره ای از لندن دهه بیست دنبال می‌کند. داستان حول محور شخصیت اصلی رمان، تئودور گامبریل جونیور (معلمی در یک مدرسه دولتی کوچک) و دوستان غیرمتعارف او می‌چرخد و سرخوردگی نخبگان فرهنگی بی هدف یا خود شیفته را در فضایی غمگین و آشفته پس از جنگ جهانی اول به تصویر می‌کشد.